# منتخب ليتوانيا لكرة القدم للسيدات
منتخب ليتوانيا الوطني لكرة القدم للسيدات (بالليتوانية: Lietuvos moterų futbolo rinktinė)‏ هو ممثل ليتوانيا الرسمي في المنافسات الدولية في كرة القدم في فئة كرة القدم للسيدات.